# L'Écume de l'aube
L'Écume de l'aube est un roman de Roger Leloup publié en 1991 qui raconte une partie de l'enfance de son héroïne Yoko Tsuno.

## Résumé
L'histoire décrite dans ce roman est référencée plusieurs fois dans l'album La Fille du vent : la rencontre avec Aoki, le chemin qui faisait peur à la mère de Yoko, la statue de Bouddha, et l'apprentissage des arts martiaux de Yoko trouvent leurs explications ici. D'autres détails, essentiellement sur la généalogie de Yoko et entraperçus dans Le Canon de Kra et La Spirale du temps sont également approfondis dans le roman.
Le roman traite essentiellement de l'attachement que Yoko vouait à son grand-père, éleveur d'huîtres perlières ruiné, lequel concrétisa pour sa petite-fille sa poursuite de toute une vie : une énorme perle transparente comme l'écume de l'aube. Les parents de Yoko, très occupés, sont peu présents dans l'histoire.
La fabrication d'une perle prenant plusieurs années, l'action du roman commence alors que Yoko a 3 ans et finit lorsque l'héroïne, âgée de 16 ans, part chercher la perle (qui a été volée par un expert indélicat quelques mois auparavant et échangée par une copie, d'où le délai) jusqu'en Chine - et complète son entrée à l'âge adulte en même temps qu'elle retrouve la perle et découvre le destin de celle-ci.
On voit apparaître la formation des traits de caractère de Yoko : généreuse, énergique, ingénieuse et intelligente, mais également têtue et d'une impulsivité débordante, réfrénée à grand-peine par les enseignements bouddhistes et zen du grand-père et d'Aoki.
Le roman comporte également quelques illustrations, dessinées par Roger Leloup, de Yoko à diverses étapes de son enfance. Plusieurs décors sont visibles dans La Fille du vent et peuvent servir à mieux se représenter les lieux,,.

## Liste des éditions
- L'Écume de l'aube, Duculot, 1991, 279 p., format poche,  (ISBN 2-8011-0990-8) (BNF 35482592)
- L'Écume de l'aube, Casterman, octobre 1993, 279 p., format poche,  (ISBN 2-203-56299-4) (BNF 35670499)
- L'Écume de l'aube, Casterman, novembre 1999, 116 p., format album,  (ISBN 2-203-38033-0) (BNF 37058766)